# فرانك بيركنز
فرانك بيركنز (بالإنجليزية: Frank Perkins)‏ هو بواق وملحن واقتصادي أمريكي، ولد في 21 أبريل 1908 في سالم في الولايات المتحدة، وتوفي في 15 مارس 1988 في لوس أنجلوس في الولايات المتحدة.

## وصلات خارجية
- فرانك بيركنز على موقع IMDb (الإنجليزية)
- فرانك بيركنز على موقع ميوزك برينز (الإنجليزية)
- فرانك بيركنز على موقع قاعدة بيانات برودواي على الإنترنت (الإنجليزية)
- فرانك بيركنز على موقع ديسكوغز (الإنجليزية)
- فرانك بيركنز على موقع قاعدة بيانات الفيلم (الإنجليزية)